# Universität Kumamoto

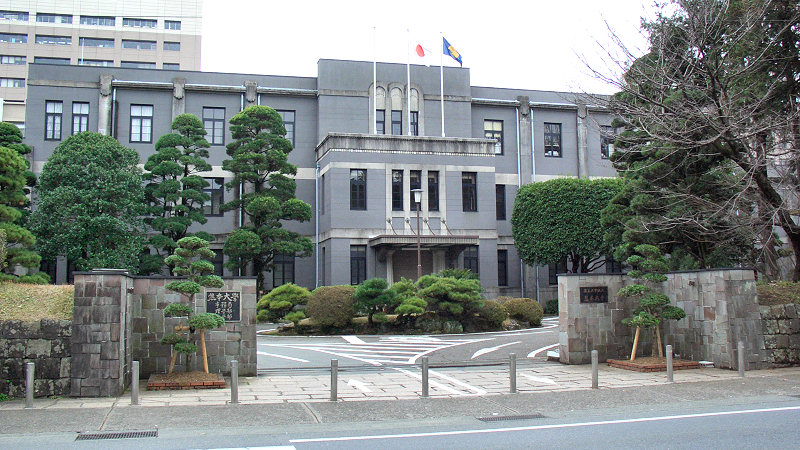
Verwaltungsgebäude, erbaut 1924

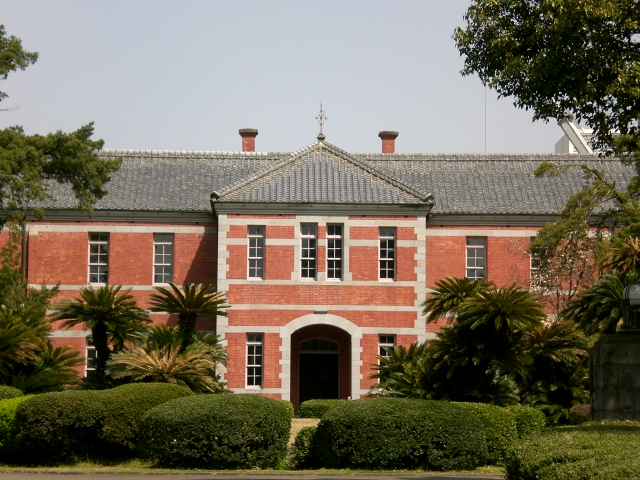
Gedenkmuseum der Fünften Oberschule, erbaut 1889 als ihr Hauptgebäude

Die Universität Kumamoto (jap. 熊本大学, Kumamoto daigaku, kurz: Kumadai (熊大)) ist eine staatliche Universität in Japan. Der Hauptcampus liegt in Kurokami, Kumamoto in der Präfektur Kumamoto.

## Geschichte
Die Universität hat ihren Ursprung im 1756 gegründeten Krankenhaus Saishunkan (再春館, dt. „Haus des wiederkommenden Frühlings“) und im Heilpflanzengarten Banjien (蕃滋園, dt. „Garten mit sich mehrenden und bewachsenden Pflanzen“). Ihr Gründer war Hosokawa Shigekata (細川重賢, 1721–1785), der Daimyō von Kumamoto-Han. Das Kumamoto-Han wurde 1871 abgeschafft und das Krankenhaus wurde ein öffentliches Krankenhaus, das 1896 zur privaten Medizinischen Schule Kumamoto wurde. Sie entwickelte sich 1922 zur präfekturalen Medizinischen Hochschule Kumamoto und 1929 dann zur staatlichen Medizinischen Hochschule Kumamoto (熊本医科大学, Kumamoto ika daigaku). 
1949 wurde die Universität durch den Zusammenschluss der sechs staatlichen Schulen in Kumamoto gegründet:
- die Medizinische Hochschule Kumamoto,
- die Fünfte Oberschule (第五高等学校, Dai-go kōtō gakkō, gegründet 1887),
- das Technikum Kumamoto (熊本工業専門学校, Kumamoto kōgyō semmon gakkō, gegründet 1906),
- die Pharmazeutische Fachschule Kumamoto (熊本薬学専門学校, Kumamoto yakugaku semmon gakkō, gegründet 1885),
- die Normalschule Kumamoto (熊本師範学校, Kumamoto shihan gakkō, gegründet 1874), und
- die Jugend-Normalschule Kumamoto (熊本青年師範学校, Kumamoto seinen shihan gakkō, gegründet 1920).

Der Hauptcampus (Kurokami-Campus) ist der ehemalige Sitz der Fünften Oberschule und des Technikums Kumamoto. Die Schulen wurden im Mai 1887 als staatliche Fünfte Höhere Mittelschule (第五高等中学校, Dai-go kōtō chūgakkō) gegründet und dienten als Vorbereitungskurs für die Kaiserliche Universität. Später wurde die medizinische Fakultät (in Nagasaki im Aug. 1887) und die technische Fakultät (1897) gegründet. 1894 wurde die Fünfte Höhere Mittelschule in Fünfte Oberschule umbenannt. 1901 entwickelte sich die medizinische Fakultät zur Medizinischen Fachschule Nagasaki (heute Universität Nagasaki) und 1906 die technische Fakultät zur Höheren Technischen Schule Kumamoto (熊本高等工業学校, Kumamoto kōtō kōgyō gakkō), die 1944 in Technikum Kumamoto umbenannt wurde. Lafcadio Hearn und Natsume Sōseki waren Lehrer an der Fünften Oberschule für einige Jahre. Im Hauptgebäude der Fünften Oberschule (erbaut 1889) befindet sich heute das Universitätsmuseum. Das Hauptgebäude des Technikums (erbaut 1924) ist heute das Verwaltungsgebäude der Universität Kumamoto.
Der ehemalige Heilpflanzengarten Banjien wurde 1890 geschlossen und die Pflanzen wurden an die Fünfte Höhere Mittelschule gespendet. Also hat der Heilpflanzengarten der Universität die Töchter der Pflanzen des Banjiens.

## Fakultäten

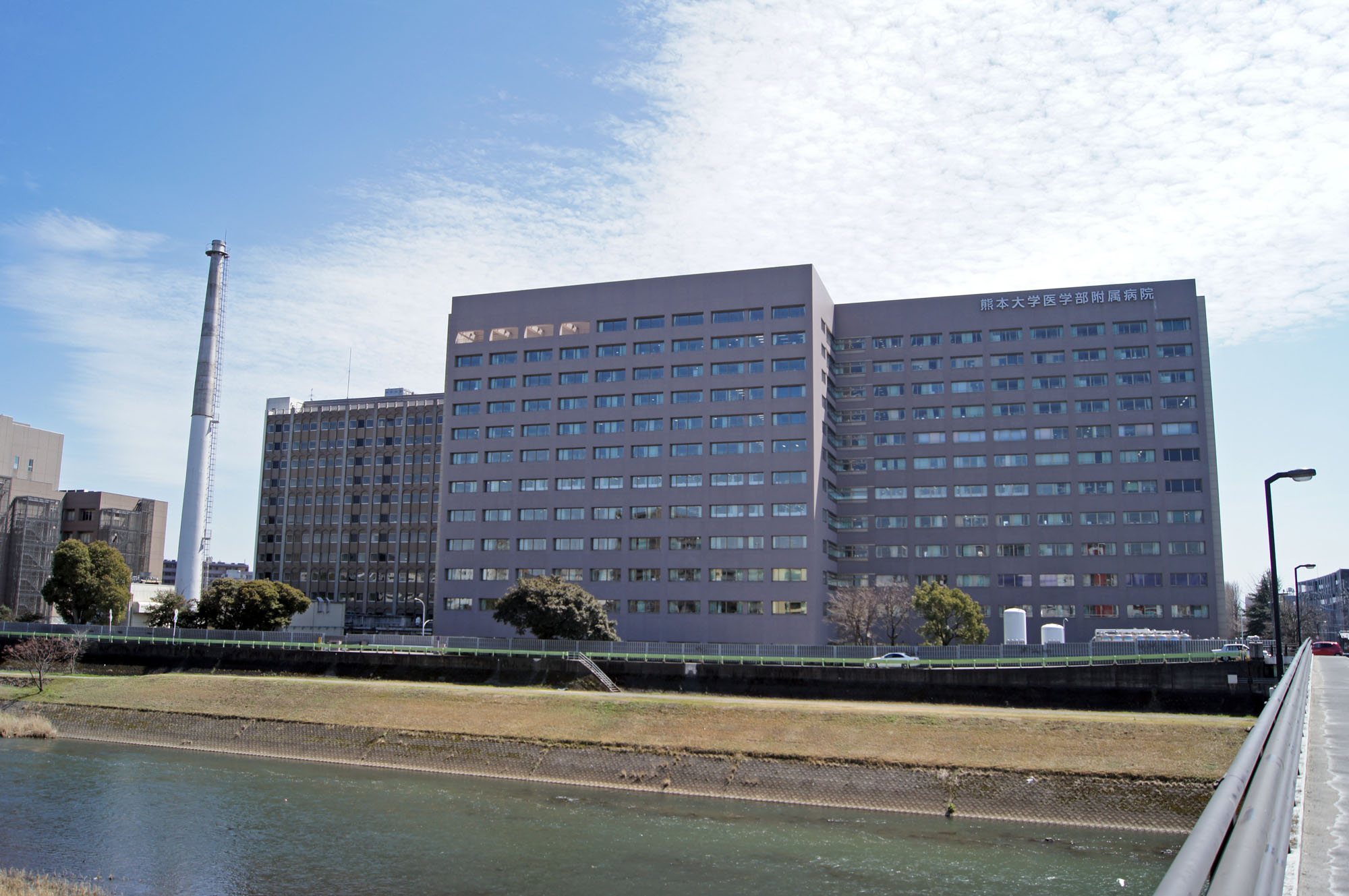
Universitätsklinikum am Fluss Shirakawa

- Kurokami-Campus (32° 48′ 50,2″ N, 130° 43′ 40,3″ OKoordinaten: 32° 48′ 50,2″ N, 130° 43′ 40,3″ O):
  - Fakultät für Geisteswissenschaften
  - Fakultät für Pädagogik
  - Fakultät für Rechtswissenschaft
  - Fakultät für Naturwissenschaften
  - Fakultät für Ingenieurwissenschaften
- Honjō-Kuhonji-Campus (32° 47′ 40,3″ N, 130° 42′ 44,9″ O):
  - Fakultät für Medizin
- Ōe-Campus (32° 47′ 41,4″ N, 130° 43′ 14,4″ O):
  - Fakultät für Pharmazie